# Rulyrana mcdiarmidi
Rulyrana mcdiarmidi es una especie de anfibio anuro de la familia de las ranas de cristal (Centrolenidae). Se distribuye por el sudeste de Ecuador en las provincias de Morona-Santiago y Zamora-Chinchipe, y en el norte de Perú en el departamento de Cajamarca. Habita en bosques montanos entre los 1100 y 1500 metros de altitud, especialmente cerca de arroyos.
Es de color verde oliva con motas de color amarillo pálido o verde. El vientre es blanco. Mide entre 2 y 3 cm de longitud. Es muy parecida a Rulyrana flavopunctata, ambas son genéticamente idénticas y es posible que R. mcdiarmidi solo sea una variante geográfica de R. flavopunctata.